# Hake Gandalfsson
Hake Gandalfsson (c. 741) fue un caudillo vikingo de Alvheim, al sureste de Noruega y se le conoce por la mención de su figura en la saga Heimskringla de Snorri Sturluson.
En un episodio de Heimskringla cita que Hake y sus hermanos Hysing y Helsing, hijos de Gandalf Alfgeirsson rey de Alvheim, intentaron emboscar a Halfdan el Negro una noche, pero el rey pudo escapar por el bosque. Halfdan regresó a su territorio y organizó un ejército con el que derrotó a los hermanos, matando a Hysing y Helsing, pero Hake escapó y Halfdan se hizo con el poder de Vingulmark.
En otro episodio conocido como la batalla de Hakedal, tras la muerte del rey Halfdan el Negro de Vestfold cuando su hijo Harald solo tenía diez años. Los caudillos vikingos de los territorios adyacentes rápidamente tomaron ventaja de la debilidad de un niño rey. Algunos reyes de Oppland reunieron fuerzas armadas en el norte, entre ellos Gandalf de Alfheim que fue el primero en atacar dividiendo su ejército en dos partes, una liderada por su hijo Hake Gandalfsson avanzando por tierra, la otra, el mismo Gandalf por mar en una ofensiva por la retaguardia del ejército de Vestfold.
Ante las noticias del acercamiento del enemigo, el caudillo regente de Harald, su tío Guttorm Sigurdsson Dagling, organizó un ejército y derrotó a las fuerzas de tierra, donde el mismo Hake murió. El valle donde lucharon tomó más tarde su nombre (Hakedal).